# Neslandsvatn
Neslandsvatn är en tätort i Drangedals kommun i Telemark fylke i södra Norge. Orten ligger vid fylkesväg 3374 och Sørlandsbanan, på norra sidan av sjön med samma namn.